# Laurențiu Cazan
Laurențiu Cazan (* 28. Dezember 1957 in Buzău) ist ein rumänischer Multiinstrumentalist, Komponist, Texter, Sänger und Arrangeur.

## Leben
Cazan erlernte als Kind Violine und Klavier spielen. Als Autodidakt lernte er später Gitarre (akustisch, E-Gitarre, Bass) und Schlagzeug spielen. Während seiner Karriere spielte er Songs sowohl auf Rumänisch als auch in acht Fremdsprachen. Seine Anfänge sind mit dem Orchester des Musikgymnasiums von Bacău verbunden, wo er in einer Taraf auf der Geige spielte. In der Folgezeit sang er in mehreren Bands: Omicron (1973–1978), Nona (1978–1979) mit Mihaela Runceanu, Litoral (1981–1982), Cromatic (1985–1986), Sfinx (1986–1990). Mit dem Song Say Something belegte er 1993 den zweiten Platz bei der Vorauswahl des Eurovision Song Contests.

## Diskografie
- 1983: Uită tristețea
- 1996: Say something
- 2003: Și iarăși voi zbura